# Maestro Bertram

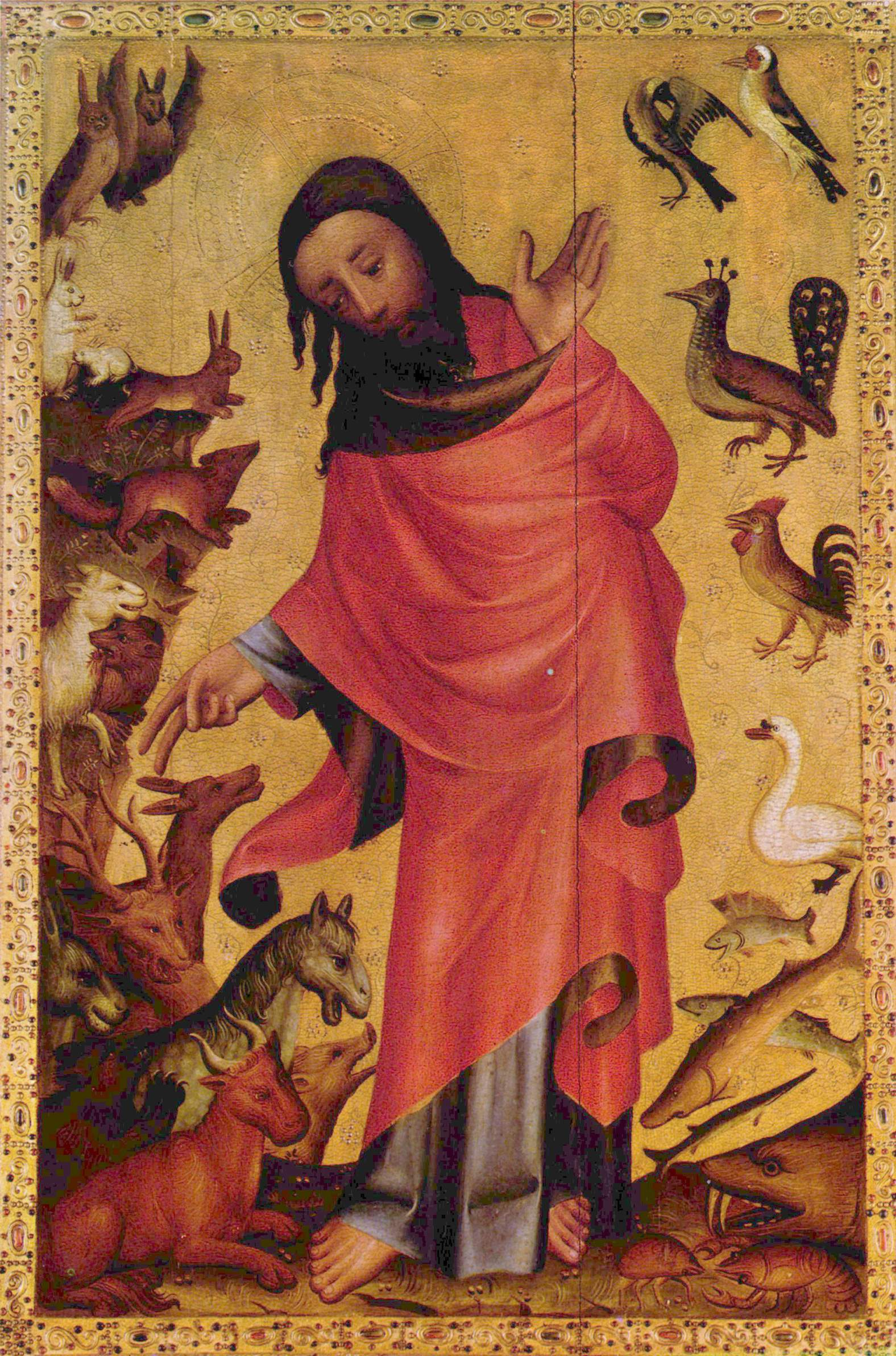
Maestro Bertram: Retablo de Grabow (1375-1383), Escena: La bendición de los animales.

El Maestro Bertram (Minden, Westfalia, hacia 1340-1345 - Hamburgo, antes de 1415) fue un pintor y posiblemente escultor alemán de estilo italo-gótico que destacó hacia el año 1400. 

## Vida
También se le conoce como Bertram de Minden (Bertram von Minden). Es posible que el lugar de nacimiento fuera Bierde de Petershagen puesto que su hermano, Cord van Byrde, parece que llevaba su lugar de origen de la familia en el nombre.
No se conoce con exactitud su vida. Parece que provenía de una familia burguesa de Minden. Muy joven, se trasladó a Hamburgo. Se cree que se formó con los artistas de la corte del emperador Carlos IV en Praga. En 1367 aparece mencionado como Bertram Pictor en Hamburgo, apareciendo citado en los archivos de la ciudad desde 1367 hasta 1387. Allí permaneció activo como maestro hasta la fecha de su muerte; en esta ciudad hanseática recibió los principales encargos. Constan dos testamentos, uno de 1390 con motivo de su peregrinación a Roma, y otro de 1410. 
En 1395 el maestro trabaja en Lübeck para las fiestas en honor de Carlos IV de Bohemia. 
Muere seguramente antes del año 1415, en el cual los parientes originarios de Minden hacen valer sus derechos a la herencia.

## Obra

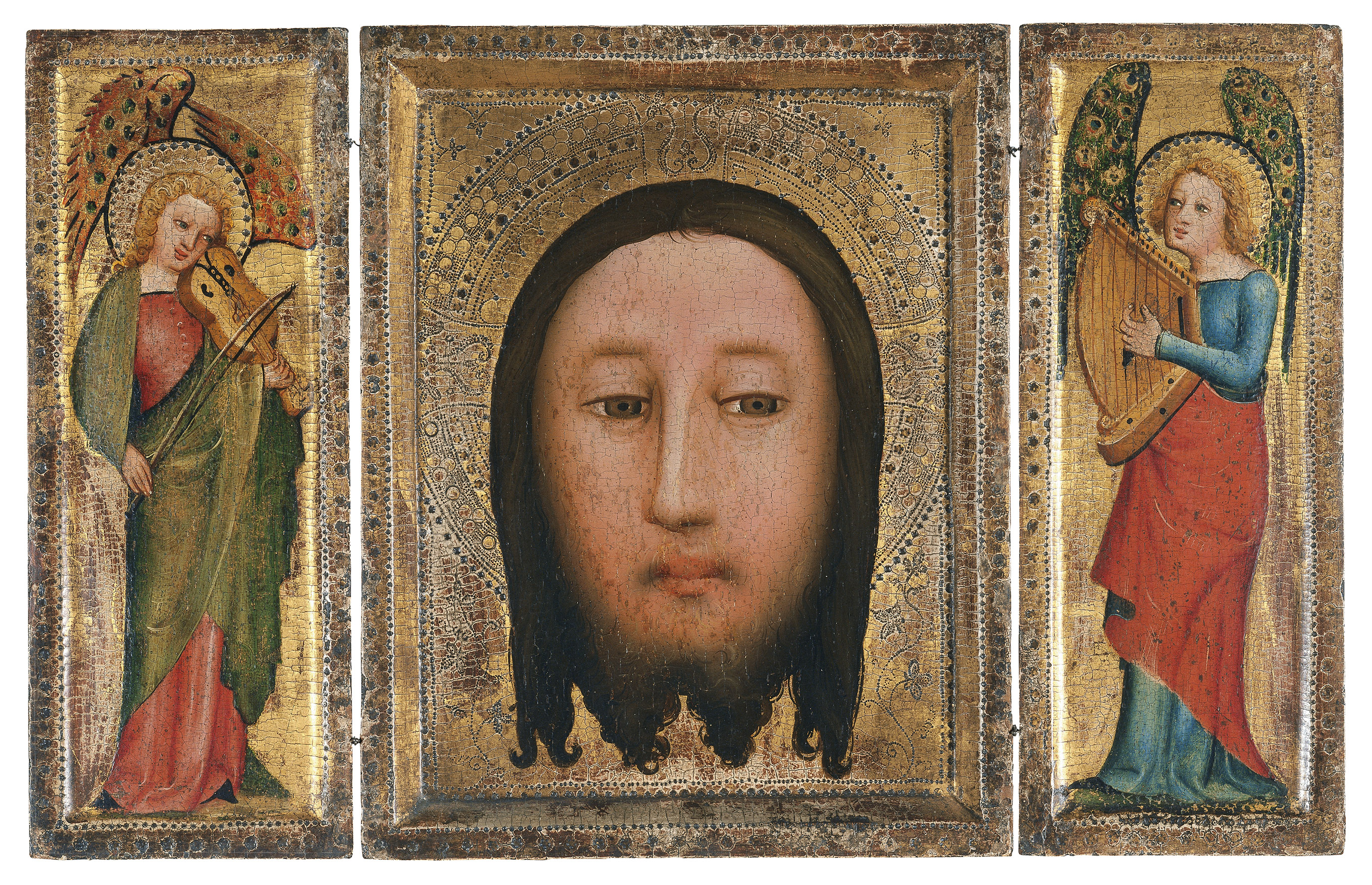
Tríptico de la Santa Faz, c. 1390-1400, Museo Thyssen-Bornemisza, Madrid.

Su obra más característica es el retablo de Hamburgo o retablo de Grabow. Se trata de un encargo para la iglesia de San Pedro de Hamburgo, por lo que a veces también es conocido como Retablo de San Pedro. Está datado en 1379 y que montado en el año 1383. En el siglo XVIII, quizá por no parecer suficientemente moderno, se trasladó el retablo a Grabow (Mecklemburgo), con lo que pudo sobrevivir al incendio de san Pedro de 1842. Desde 1900 se conserva en el Kunsthalle de Hamburgo. 
Es un enorme retablo con cinco paneles que alcanza los siete metros de ancho. Está compuesto, según es costumbre en Alemania, de partes esculpidas que pinta, con las puertas abiertas en las que hay nuevas imágenes. En el centro, sobre la predela, tiene esculturas de santos, que se atribuyen al propio Bertram: en el centro la Crucifixión entre dos órdenes superpuestos de Profetas, Apóstoles y Santos, colocados en nichos. En las alas aparecen ciclos de pinturas. Hay dos registros de 12 cuadros cada uno, 18 escenas que tratan del Génesis, de la Creación hasta la historia de Isaac y 6 escenas de la Infancia de Cristo, de la Anunciación a la Huida a Egipto. En los días ordinarios, cerrado el altar presentaba una serie de escenas pintadas hoy perdidas. 
|  |  |
|  |  |

En estas escenas, de colorido tenue, las figuras están presentadas con una corporeidad plástica y de proporciones achaparradas. Mediante el claroscuro alcanzan la plasticidad de las figuras de tradición italiana, combinada con el gusto por el detalle y rica observación de la naturaleza. El complejo programa iconográfico se atribuye al erudito teólogo y jurista de Hamburgo Wilhelm Hoborch.
También se reconoce como obra del mismo maestro el Retablo de la Pasión que se conserva en el Niedersächsischen Landesmuseum (Niedersächsische Landesgalerie) en Hanóver. Probablemente fuera un encargo de 1394 para la iglesia de San Juan de Hamburgo, de la cofradía del Cuerpo de Jesús de los Flanderfahrer, esto es, los comerciantes con Flandes. Es considerado obra de taller. Muestra un estilo avanzado, en particular en lo que concierne a la arquitectura. Está enteramente pintado, con colorido luminoso y claro.
Hay, en dos registros, 16 cuadros con escenas de la Pasión de Cristo, desde la entrada en Jerusalén hasta Pentecostés.
|  |  |

También a su taller se atribuye el Retablo de Harvestehude, hoy conservado en el Kunsthalle de Hamburgo.
Hacia 1410 pintó el Retablo de la vida de la Virgen, proveniente de Buxtehude y hoy en Hamburgo. De su catálogo forman parte también seis escenas de la Vida de Cristo en dos alas de un retablo perdido, hoy conservadas en París.
Indudablemente, el maestro Bertram es la figura más importante en el arte del siglo XIV en la Baja Alemania. Su obra presenta rasgos parecidos a retablos de la misma época realizados en Westfalia.